# Augyles scharlottae
Augyles scharlottae is een keversoort uit de familie oevergraafkevers (Heteroceridae). De wetenschappelijke naam van de soort is voor het eerst geldig gepubliceerd in 2005 door Skalický.